# أولاد الشيخ الوسطا (أولاد سيدي علي بن يوسف)
أولاد الشيخ الوسطا هي إحدى مشيخات المملكة المغربية، تتبع جغرافيا لإقليم الجديدة وإداريًا لأولاد سيدي علي بن يوسف. يقدر عدد سكانها بـ 1087 نسمة حسب الإحصاء الرسمي للسكان والسكنى لسنة 2004.